# Lochmaeocles sladeni
Lochmaeocles sladeni là một loài bọ cánh cứng trong họ Cerambycidae.